# Calets
Els calets (llatí: Caleti, grec καλετοι) foren un poble celta de la Gàl·lia Belga que vivia al nord del Sena. Estrabó els situa al nord del Sena a la boca del riu, i diu que era freqüent passar pel seu territori per anar a Britànnia. La seva capital fou Iulio Bona (avui Lillebonne). El territori és probablement l'actual pays de Caux i aquest nom comarcal seria una derivació de Calets. Els seus veïns eren el veliocasses o veliocasses també esmentats per Juli Cèsar.
El 57 aC Cèsar diu que tenien deu mil guerrers. El 52 aC es van unir a Vercingetorix i van intentar fer aixecar el setge d'Alèsia, però foren rebutjats. El 51 aC es van unir als bel·lòvacs i van intentar resistir a Cèsar.

## Etimologia
L'etnònim Caleti es basa en el radical gal calet-, caleto-, amb el significat de « dur ». Aquesta arrel es perpetua en britònic dins el bretó kalet / kaled « dur » i el gal·les caled « dur » (cf. Caledfwlch, nom originari gal·lès de l'espasa mitològica Excàlibur), i és aparentment a l'arrel germànica hard «dur».
S'ha proposat la mateixa explicació per al topònim actual Calais, que dona nom al Pas de Calais.